# Balgau
Balgau là một xã thuộc tỉnh Haut-Rhin trong vùng Grand Est, đồng bắc Pháp. Xã này có diện tích 9,49 km², dân số năm 1999 là 827 người. Khu vực này có độ cao trung bình 205 mét trên mực nước biển.